# Nisselægen David
Nisselægen David (originaltitel; David el Gnomo) var en spansk tegnefilmserie der oprindeligt blev vist i Spanien i 1985, i USA i 1987 på Nickelodeon og i Danmark i 1991 på TV 2. Serien var baseret på historierne af Wil Huygen og illustratoren Rien Poortvliet, begge fra Holland. I den danske version blev Davids stemme indtalt af skuespilleren Esper Hagen

## Figurer
- David – Seriens hovedperson. David er læge, og rejser ofte ud for at hjælpe andre nisser, eller syge dyr. Hans stemme er indtalt af Esper Hagen
- Lisa – Davids trofaste kone, der også tit hjælper David.
- Swift – Swift er en ræv der også hjælper David, ved at transportere ham ud til ulykkesstedet i en fart.
- Troldene – Troldene er nissernes største fjender. Pit, Pat og Pot. Udover deres frygtindgydende udseende er de dog utroligt dumme.